# Zbigniew T. Fiema
Zbigniew Tomasz Fiema (* 7. März 1957) ist ein polnischer Klassischer Archäologe.
Zbigniew T. Fiema schloss sein Studium der Archäologie an der Universität Warschau 1980 mit dem Magistertitel ab, seine Abschlussarbeit Temples and Sacral Places in Palestine in the Bronze Age wurde summa cum laude bewertet. Seit 1986 studierte er am Department of Anthropology der University of Utah, wo er 1991 auch seinen Doktortitel (Ph.D.) mit der Arbeit Economics, Administration and Demography of Late Roman and Byzantine Southern Transjordan erlangte. Von 1992 bis 1997 war Fiema leitender Archäologe am American Center of Oriental Research in Amman. 1998/99 war er Stipendiat am Dumbarton Oaks Institute for Byzantine Studies, 2000 am Albright Institute of Archaeological Research in Jerusalem. 2000/01 war er Fulbright Visiting Professor an der Universität Helsinki. Danach blieb er bis 2005 als Forscher und Dozent an der Universität Helsinki, anschließend bis 2010 an der Finnischen Akademie der Wissenschaften. Von 2010 bis 2012 war er als Research Director Mitarbeiter von Jaakko Frösén beim Akademieprojekt Ancient and Greek Documents, Archives and Libraries. 2013 war Fiema Gastprofessor am Winckelmann-Institut der Humboldt-Universität zu Berlin.
Fiema forscht zu den materiellen Hinterlassenschaften und der Kultur des östlichen Mittelmeerraums und des Nahen Ostens von der klassischen bis in die byzantinische Zeit. Ein Schwerpunkt liegt auf der Erforschung des römischen Zeit und der Spätantike. Daneben setzt er sich mit theoretischen Fragen des Handels, des Urbanismus, archäologischer Methoden und Theorien auseinander. Seit 1997 leitet er das finnische Forschungsprojekt Jabal Haroun in Petra, schon seit 1994 ist er Berater des Petra Papyri Project der University of Michigan und der Universität Helsinki. Weitere Ausgrabungen führten ihn unter anderem nach Palmyra, Alexandria und Pompeji und Mada'in Salih (Saudi-Arabien).

## Schriften (Auswahl)
- mit Chrysanthos Kanellopoulos, Tomasz Waliszewski, Robert Schick: The Petra Church (= American Center of Oriental Research Publications Band 3). American Center of Orietal Research, Amman 2001, ISBN 9957-8543-0-5.
- mit Philip Freeman, Julian Bennett, Birgitta Hoffmann (Hrsg.): Limes XVIII. Proceedings of the XVIIIth International Congress of Roman Frontier Studies held in Amman, Jordan (September 2000). (2 Bände), Oxford 2002 (British Archaeological Reports. International Series, Band 1084)
- mit Jaakko Frösén (Hrsg.): Petra – A City Forgotten and Rediscovered. A volume associated with the exhibition organized by the Amos Anderson Museum, Helsinki . Helsinki 2002 (Amos Anderson Museum Publications, Band 40)
- mit Jaakko Frösén: Petra – The Mountain of Aaron. Bd. 1: The Church and the Chapel. Societas Scientiarum Fennica, Helsinki 2008. ISBN 978-951-653-364-6.
- mit Jaakko Frösén, Maija Holappa Petra – The Mountain of Aaron. Bd. 2: The  Nabataean sanctuary and the Byzantine monastery. Societas Scientiarum Fennica, Helsinki 2016. ISBN 978-951-653-410-0.